# Grande rivolta dei Sassoni
La grande rivolta dei Sassoni o grande rivolta sassone fu una guerra civile svoltasi tra il 1077 e il 1088 tra il re, poi imperatore, Enrico IV e il duca di Svevia e anti-re Rodolfo di Rheinfeld e, dopo la sua morte, da Ermanno di Salm, eletti da dei principi tedeschi dissidenti. Il conflitto è legato direttamente con la ribellione sassone del 1073–75. Una delle più importanti fonti della rivolta furono gli scritti di Bruno il Sassone.

## L'origine della rivolta
Il duca Rodolfo aveva la fama di essere una persona spietata: durante la minor età del re, rapì e costrinse la sorella di Enrico, Matilde, a sposarlo. Il duca seguì un "moto spontaneo" della nobiltà imperiale, la quale approfittava di ogni momento di debolezza del potere real-imperiale per aumentare la propria potenza; oltre alla minore età del re, un'altra opportunità per la nobiltà per rafforzarsi fu offerta dalla scomunica emanata da papa Gregorio VII a Enrico nel contesto della disputa attorno a chi aveva il diritto di nominare il papa/imperatore, chi era sottomesso a chi ed infine sulla possibilità o meno dell'imperatore di poter divorziare (Enrico infatti annunciò nella dieta di Worms del 1069 l'intenzione di divorziare dalla moglie Berta di Savoia).
Dopo l'incontro con il penitente Enrico IV nel 1076, il papa aveva rimosso la scomunica al monarca ventiseienne; tuttavia nello stesso periodo una parte della nobiltà stava organizzando una rivolta: questa si incontrò alla fine dell'inverno allo scopo di promuovere i propri fini contro gli interessi del giovane re. A causa di limiti logistici dovuti alla stagione invernale e dalla naturale lentezza di un'informazione a raggiungere in breve tempo zone lontane, la notizia che annunciava il riavvicinamento papale-imperiale arrivò tardi, facendo sì che l'incontro avvenisse nonostante no vi fosse più lo stesso contesto internazionale. Nel marzo del 1077, non appena le condizioni di viaggio della primavera lo consentirono, il duca Magnus di Sassonia, il duca Guelfo I di Baviera e il duca carinziano Bertoldo I di Zähringen, si riunirono a Forchheim (Oberfranken) e, nonostante la notizia della riconciliazione tra il papa e Enrico fosse giunta alle loro orecchie, essi decisero di continuare la cospirazione.

## La ribellione e la morte di Rodolfo
Il gruppo di cospiratori era composto da sovrani secolari di alto rango e uomini di chiesa, i quali erano stati da sempre nominati dall'imperatore fino alla recente polemica sull'investitura e videro l'arrivo di nuove riforme della legge canonica, le quali istituirono il collegio dei cardinali. Prima dell'incoronazione di Enrico all'età di sei anni come re, l'imperatore era sempre stato incoronato dal papa, che a sua volta era nominato dall'imperatore. L'età in cui Enrico ereditò la corona fu un apripista di nuove discussioni e controversie, le quali spronarono una riforma.
Eletto anti-re, Rodolfo sperò di ottenere il sostegno dell'alta nobiltà, promettendo di rispettare il concetto elettorale della monarchia (accettando così il potere più limitato e più circoscritto di re di Germania), oltre che il sostegno del papa, dichiarando apertamente la sua volontà di essere sottomesso al papa come re dei romani. 

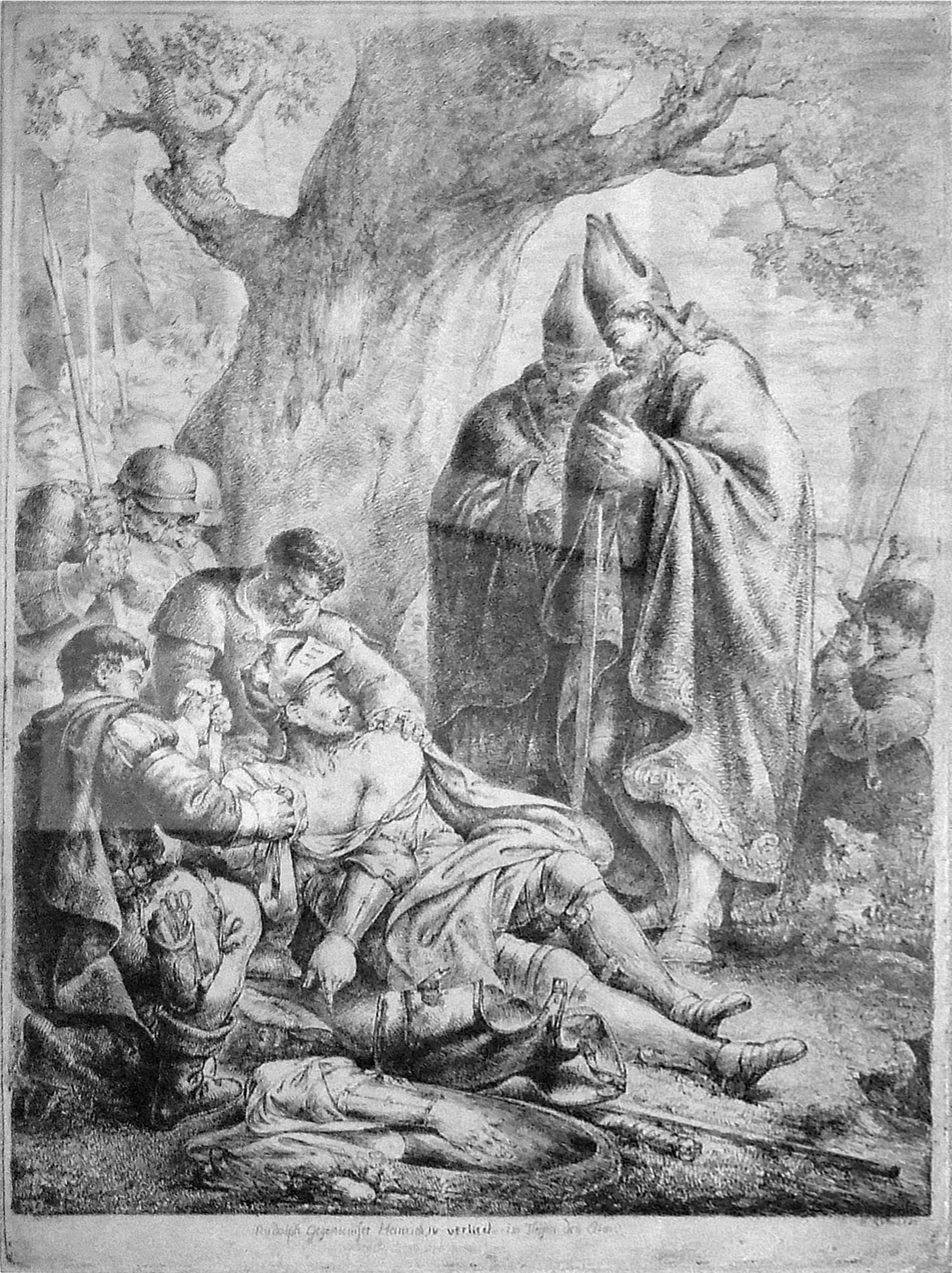
Rodolfo di Svevia ferito a morte

Nonostante queste difficoltà, la situazione di Enrico in Germania migliorò negli anni seguenti. Quando Rodolfo fu incoronato a Magonza nel maggio del 1077 da uno dei ribelli, Sigfrido I, arcivescovo di Magonza, la popolazione si ribellò e costrinse Rodolfo, l'arcivescovo e gli altri ribelli a fuggire in Sassonia. In quella regione, Rodolfo fu geograficamente e poi militarmente privato dei suoi territori (in seguito fu anche spogliato del ducato di Svevia) da Enrico. Dopo la inconclusiva battaglia di Mellrichstadt del 7 agosto 1077 e la sconfitta delle forze di Enrico nella battaglia di Flarchheim del 27 gennaio 1080, Gregorio VII, infastidito da Enrico a causa del suo linguaggio intemperante in un discorso, decise di sostenere la rivolta e lanciò una seconda scomunica contro Enrico nel marzo 1080, sostenendo così l'anti-re duca Rodolfo. Tuttavia c'erano ampie prove del fatto che le azioni di Gregorio erano dettate dal suo radicate odio verso Enrico che per questioni legate alla teologia; questa visione danneggiò la reputazione e l'autorità del Papa, portando gran parte della Germania a riabbracciare la causa di Enrico.
Il 14 ottobre 1080 gli eserciti dei due re rivali si incontrarono sul fiume Elster Bianco, dando il via alla battaglia di Hohenmölsen sulla pianura di Lipsia. Le forze di Enrico subirono nuovamente una sconfitta, ma la battaglia portò lo stesso Enrico alla vittoria, in quanto l'anti-re Rodolfo di Svevia fu ferito a morte e morì il giorno seguente nella vicina Merseburgo, e la ribellione contro Enrico perse gran parte del suo slancio.

## Ermanno di Salm e la fine della rivolta
Enrico convocò un sinodo dell'alto clero tedesco a Bamberg e Bressanone (giugno 1080). Qui Enrico fece deporre papa Gregorio (soprannominato "Il Falso Monaco") e lo sostituì nominando papa l'arcivescovo di Ravenna, Guiberto (antipapa Clemente III), riaffermando in questo modo il tradizionale diritto degli imperatori del Sacro Romano Impero di nominare il papa, reagendo per mantenere le sue prerogative tradizionali contro la legge canonica di 21 anni prima che prevedeva la scelta del papa da parte del collegio dei cardinali. La guerra quindi si spostò a sud delle Alpi.
Mentre Enrico fece una campagna in Italia, l'aristocrazia tedesca ribelle sostituì nell'agosto 1081 Rodolfo con Ermanno di Salm come anti-re con un'elezione tardiva, ma egli fu sconfitto da Federico I, il successore al ducato di Svevia di Rodolfo, il quale aveva sposato la figlia tedesca dell'imperatore, Agnese. La campagna di Enrico contro il papa in Italia sfociò con l'incoronazione di Enrico da parte di dell'antipapa Clemente III come imperatore del Sacro Romano Impero nel 1084, lasciando quindi l'anti-re Ermanno di Salm in una posizione scomoda.
Il piano di Ermanno di radunare un esercito sulle rive del Danubio e marciare alla volta del Regno d'Italia a sostegno del papa andò in fumo con la morte del suo principale sostenitore, Ottone di Nordheim, uno dei leader principali della precedente rivolta dei Sassoni. Quando Enrico, ora incoronato imperatore del Sacro Romano Impero, tornò a nord ed entrò in Sassonia con un esercito nel 1085, Ermanno dovette fuggire in Danimarca. Nello stesso anno inoltre morì Gregorio VII. Ermanno ritornò dall'esilio quando strinse un'alleanza con Guelfo I di Baviera, e sconfisse l'imperatore nella battaglia di Pleichfeld sul fiume Meno, conquistando Würzburg. Poco dopo la sua vittoria, tuttavia, si stancò di essere una marionetta nelle mani dei grandi di Germania e si ritirò nelle sue proprietà familiari. La Grande rivolta sassone dovette essersi conclusa nel 1088 circa, in quanto nel 1089 la contessa Matilde di Canossa sposò il duca Guelfo II di Baviera, ma il padre morì solo nel 1101.